# Rally Albena – Zlatni Piassatzi – Sliven 1988
Rajd Bułgarii 1988 (19. Rally Albena – Zlatni Piassatzi – Sliven) – 19. edycja rajdu samochodowego Rajd Bułgarii rozgrywanego w Bułgarii. Rozgrywany był od 14 do 15 maja 1988 roku. Była to trzynasta runda Rajdowych Mistrzostw Europy w roku 1988 (rajd miał najwyższy współczynnik – 20) oraz druga runda Rajdowego Pucharu Pokoju i Przyjaźni w roku 1988.

## Klasyfikacja rajdu
| Miejsce                      | Kierowca                     | Pilot                        | Samochód                     | Czas                         | Strata                       |                              |
| Klasyfikacja generalna i ERC | Klasyfikacja generalna i ERC | Klasyfikacja generalna i ERC | Klasyfikacja generalna i ERC | Klasyfikacja generalna i ERC | Klasyfikacja generalna i ERC | Klasyfikacja generalna i ERC |
| ---------------------------- | ---------------------------- | ---------------------------- | ---------------------------- | ---------------------------- | ---------------------------- | ---------------------------- |
| 1.                           | Fabio Arletti                | Leonardo Julli               | Lancia Delta HF 4WD          | 3:43:29                      | 0.0                          |                              |
| 2.                           | Michele Rayneri              | Aldo Cigala                  | Audi Coupé Quattro           | 3:44:08                      | +39                          |                              |
| 3.                           | Stoyan Kolev                 | Boyko Ignatov                | Audi Coupé Quattro           | 3:50:04                      | +6:35                        |                              |
| 4.                           | Paola De Martini             | Umberta Gibellini            | Audi 90 Quattro              | 3:51:02                      | +7:33                        |                              |
| 5.                           | Andrzej Koper                | Krzysztof Gęborys            | Renault 11 Turbo             | 3:55:45                      | +12:16                       |                              |
| 6.                           | Joel Tammeka                 | Ants Kulgevee                | Lada VAZ 2105 VFTS           | 3:58:14                      | +14:45                       |                              |
| 7.                           | Piero Liatti                 | Maurizio Imerito             | Lancia Delta HF 4WD          | 3:58:21                      | +14:52                       |                              |
| 8.                           | Pavel Sibera                 | Petr Gross                   | Škoda 130 LR                 | 3:59:30                      | +16:01                       |                              |
| 9.                           | Slavcho Hristov              | Stoyan Radev                 | Lada VAZ 2105 VFTS           | 4:04:34                      | +21:05                       |                              |
| 10.                          | Pavel Jekov                  | Stefan Cholakov              | Lada VAZ 2105 VFTS           | 4:04:46                      | +21:17                       |                              |
| Klasyfikacja CoPaF           |                              |                              |                              |                              |                              |                              |
| 1. (6.)                      | Joel Tammeka                 | Ants Kulgevee                | Lada VAZ 2105 VFTS           | 3:58:14                      | 0.0                          |                              |
| 2. (8.)                      | Pavel Sibera                 | Petr Gross                   | Škoda 130 LR                 | 3:59:30                      | +1:16                        |                              |
| 3. (9.)                      | Slavcho Hristov              | Stoyan Radev                 | Lada VAZ 2105 VFTS           | 4:04:34                      | +6:20                        |                              |
| 4. (10.)                     | Pavel Jekov                  | Stefan Cholakov              | Lada VAZ 2105 VFTS           | 4:04:46                      | +6:32                        |                              |

| Miejsce                      | Drużyna                      |
| Klasyfikacja drużynowa RPPiP | Klasyfikacja drużynowa RPPiP |
| ---------------------------- | ---------------------------- |
| 1.                           | ZSRR                         |
| 2.                           | Bułgaria                     |
| 3.                           | Polska                       |
| 4.                           | Rumunia                      |
| 5.                           | NRD                          |